# ハン・デキュン
ハン・デキュン（朝鮮語: 한대균、Han Dae Kyun、1978年9月12日 - ）は、アメリカ合衆国カリフォルニア州出身のプロバスケットボール選手である。bjリーグ・琉球ゴールデンキングス所属。ポジションはF。194cm、79kg。韓国系アメリカ人。

## 人物
母国にてハイスクール・カレッジで活躍後に来日し、富山グラウジーズに入団。40試合中33試合に出場した。
2007-08シーズンより新規参入した琉球ゴールデンキングスに移籍。